# Орден «Святий Олександр»
Орден «Святий Олександр» (болг. Орден «Свети Александър») — державна нагорода Болгарського князівства, а з 1908 року — Болгарського царства. Орден було започатковано указом князя Олександра Баттенберга від 25 грудня 1881 року й названо на честь його небесного покровителя. призначався для нагородження військових та цивільних осіб за проявлену хоробрість, за державні заслуги, а також на знак особистої приязні князя, а згодом царя Болгарії.
Після ліквідації монархії в Болгарії 1946 року орден продовжував існувати, однак, був остаточно скасований 1948 року, новим комуністичним урядом Болгарії, разом з іншими царськими нагородами і, з тих пір, більше не відновлювався як державна нагорода, але зберігся як династична.

## Опис
Первинно орден «Святий Олександр» мав п'ять основних ступенів та один спеціальний ступінь — ланцюг ордена «Святий Олександр»:
- Ланцюг ордена «Святий Олександр»;
- I ступінь ордена «Святий Олександр»;
- II ступінь ордена «Святий Олександр»;
- III ступінь ордена «Святий Олександр»;
- IV ступінь ордена «Святий Олександр»;
- V ступінь ордена «Святий Олександр».

Надалі з'явилися шостий ступінь і Великий хрест, а Ланцюг ордена розділився на Великий та Малий ланцюг. До 1946 року ступені й відзнаки ордена виглядали таким чином:
- Великий ланцюг ордена «Святий Олександр» (болг. Голямо огърлие на ордена);
- Малий ланцюг ордена «Святий Олександр» (болг. Малко огърлие на ордена);
- Великий хрест ордена «Святий Олександр» (болг. Велик кръст на ордена);
- Головний хрест ордена «Святий Олександр» (болг. Голям кръст);
- Великий офіцерський хрест «Святий Олександр» (болг. Голям офицерски кръст);
- Командорський хрест ордена «Святий Олександр» (болг. Командирски кръст);
- Офіцерський хрест ордена «Святий Олександр» (болг. Офицерски кръст);
- Лицарський хрест ордена «Святий Олександр» (болг. Кавалерски кръст);
- Срібний хрест ордена «Святий Олександр» (болг. Сребърен кръст).

Орден мав знак ордена, ланцюг і зірку ордена. П'ять старших ступенів мали знак та зірку ордена; чотири молодші — тільки знак ордена. Два вищих ступені ордена мали спеціальну відзнаку — ланцюг ордена.
Великий ланцюг ордена призначався тільки для монарха як магістра ордена та його синів. Разом було вручено п'ять Великих ланцюгів ордена.
Знаки ордена усіх ступенів мають три види:
- Орден «Святий Олександр», без мечів;

для цивільних осіб;
- Орден «Святий Олександр», з мечами над хрестом;

для військовиків, за заслуги у мирний час;
- Орден «Святий Олександр», з мечами між сторонами хреста.

для військовиків, за заслуги у воєнний час.
Зірка ордена восьмикінцева, сріблястого кольору, в центрі має круглий медальйон, вкритий червоною емаллю, з написом слов'янською в'яззю золотими літерами: СВ ОЛЕКСАНДРЪ. Медальйон оточений широким кільцем білої емалі, з написом вгорі золотими літерами: СЪ НАМИ БОГЪ, і двома золотими лавровими гілками внизу.
Орденська стрічка ордена — червона, муарова.

## Знаки ордена
| Орден «Святий Олександр»          | Орден «Святий Олександр»       | Орден «Святий Олександр»     | Орден «Святий Олександр»   | Орден «Святий Олександр»               | Орден «Святий Олександр» |
| Великий ланцюг                    | Малий ланцюг                   | Великий хрест                | I ступінь (Великий хрест)  | II ступінь (Великий офіцерський хрест) |                          |
| --------------------------------- | ------------------------------ | ---------------------------- | -------------------------- | -------------------------------------- | ------------------------ |
|                                   |                                |                              |                            |                                        |                          |
| III ступінь (Командорський хрест) | IV ступінь (Офіцерський хрест) | V ступінь (Лицарський хрест) | VI ступінь (Срібний хрест) |                                        |                          |
|                                   |                                |                              |                            |                                        |                          |
|                                   |                                |                              |                            |                                        |                          |